# Medion (empresa)
|  | No s'ha de confondre amb Medeon. |

Medion AG és una empresa d'electrònica de consum alemanya propietat de Lenovo. L'empresa opera a Europa, els Estats Units, i la regió Àsia-Pacífic. Els principals productes de l'empresa són els ordinadors i els portàtils, però també els smartphones, tauletes tàctils, càmeres digitals, TVs, frigorífics, torradores, i equips de fitnes. L'1 de juny de 2011, la multinacional xinesa Lenovo Group (LNVGY) anunciava els plans d'adquisició de Medion AG. Des de l'agost de 2011 mantenen la participació majoritària de Medion.

## Productes
Productes de Medion a Austràlia i els Estats Units estan disponibles exclusivament a l'Aldi i Super Billing Computers, amb alguns productes (com ara reproductors de DVD) de la marca com a Tevion (marca pròpia de l'Aldi). Alguns dels ordinadors portàtils formals de Medion es van vendre a l'Amèrica del Nord a botigues de Best Buy i es van vendre al Canadà a Future Shop com a Cicero Computers.
Al Regne Unit, els productes Medion, inclosos ordinadors portàtils i ordinadors de sobretaula, han estat venuts per Aldi, Sainsbury's, Somerfield, Woolworths, i Tesco, a més de vendre’s directament a través del propi lloc web de Medion i de diversos altres minoristes en línia.
Medion va llançar MEDIONMobile com a ALDIMobile a Austràlia en un acord amb Aldi. Medion Australia Pty Limited roman com a propietari d'ALDIMobile.

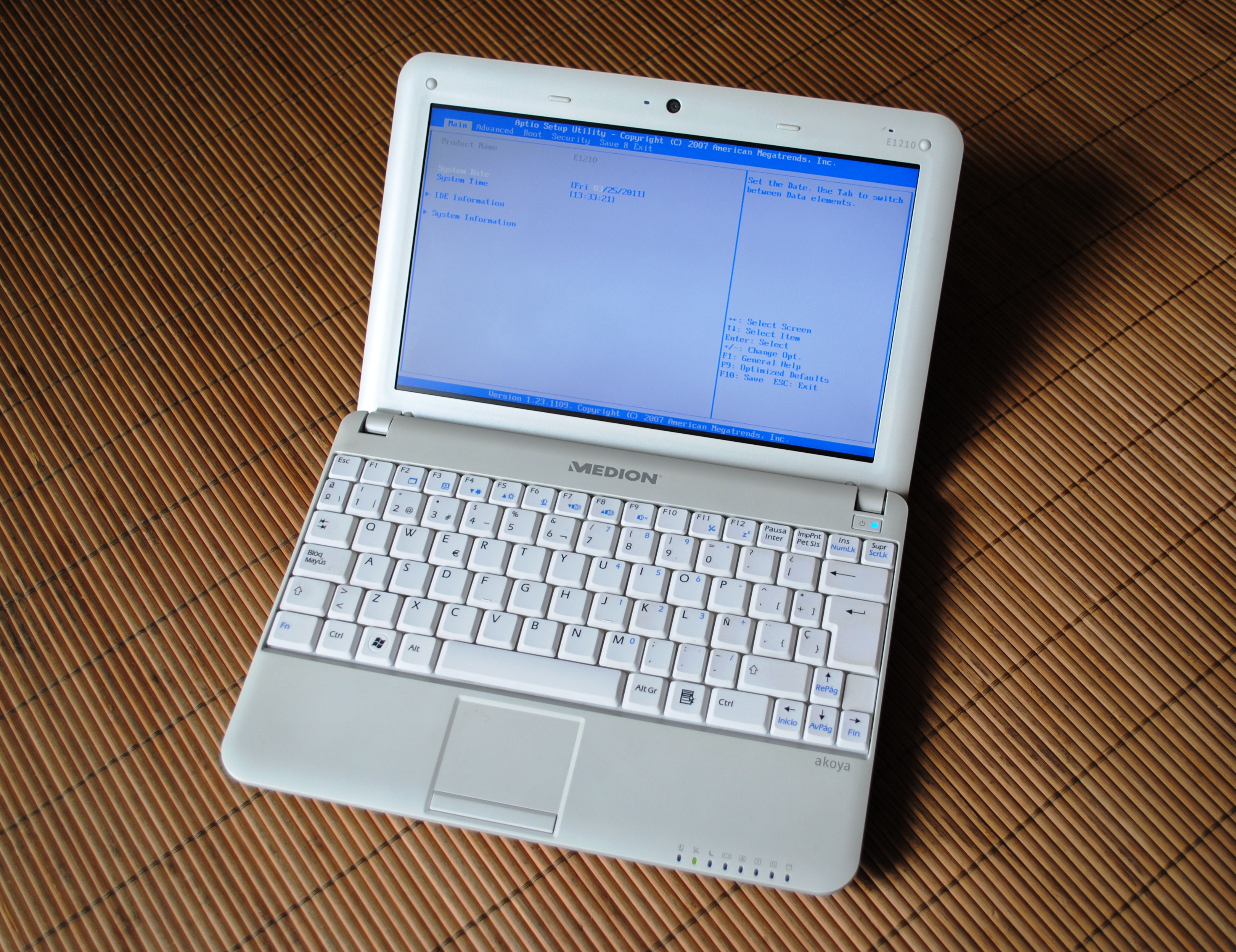
Medion Akoya E1210.

A la Xina, els productes de Medion es venen sota la marca Lenovo, però no tots els productes de la marca Lenovo són productes Medion.

## Marques de Medion
Altres marques utilitzades en productes de Medion:
- Cybercom
- Cybermaxx
- Life
- Lifetec
- Micromaxx
- Essenitel b
- Ordissimo
- ERAZER
- PEAQ

Aquests números de producte Medion es poden reconèixer pel número de sèrie que comença amb "MD" o "LT".